# Dinometa
Dinometa (лат.) — род бабочек-коконопрядов из подсемейства Lasiocampinae (Lasiocampidae). Известно 3 вида. Африка: Кения, Мозамбик, Танзания, ЮАР.

## Описание
Длина переднего крыла самца 30—45 мм; размах крыльев 62—103 мм. Длина переднего крыла самки 50—62 мм; размах крыльев 108—132 мм. Жгутик покрыт крапчатыми кремовыми и коричневыми чешуйками, рами (rami) оранжевато-коричневые. Голова, грудь и брюшко в кремовых и коричневых крапинках, тегулы могут быть темнее. Передние крылья узкие, удлинённые, полуланцетные с почти заострённой вершиной. Цвет фона светло-кремовый с коричневыми крапинками. Рисунок состоит из двойных волнистых передне- и постмедиальных линий, с более или менее выраженным чёрным дискальным пятном и бледной волнистой внешней линией. Бахрома в крапинку кремового и коричневого цвета. Заднее крыло несколько трапециевидное с хорошо выраженным анальным углом. Фон кремовый с коричневыми крапинками, может быть выражено тёмное срединно-анальное пятно. Бахрома в крапинку кремовая и коричневая.

## Систематика
Известно 3 вида. Dinometa содержит довольно крупные и коренастые виды, напоминающие род Gonometa Walker, 1855 (типовой вид Gonometa postica Walker, 1855), но ни один из Gonometa не имеет характерного пятнистого кремово-коричневого рисунка на передних крыльях. Рисунок сходен с таковым у Gastroplakaeis meridionalis Aurivillius, 1901 из рода Gastroplakaeis Möschler, 1887 (типовой вид Gastroplakaeis forficulatus Möschler, 1887), однако самцы Dinometa не имеют полосатого брюшка, склеротизованных удлинённых socii, удлинённых дистальных расширений винкулума или дистальных вмятин на восьмом стерните.
- Dinometa abigailae Prozorov et al., 2024[1] — Кения, Танзания,
- Dinometa ethani Prozorov et al., 2024 — Танзания
- Dinometa maputuana (Wichgraf, 1906) — Мозамбик, ЮАР